# Bergboerenkers
De bergboerenkers	(Thlaspi montanum, synoniemen: Noccaea montana, Noccaea fendleri, Noccaea fendleri subspecies glauca en Thlaspi fendleri) is een overblijvende plant uit de kruisbloemenfamilie (Brassicaceae). De soort komt van nature voor in de bergen van Midden-, Oost- en Zuid-Europa en is van daaruit verspreid naar het westen van Noord-Amerika. De soort is inheems in Wallonië. Het aantal chromosomen is 2n=28.
De plant wordt 10-25 cm hoog en heeft rechtopstaande, ronde stengels. De eironde tot vrijwel cirkelvormige, 2-5 cm lange en 2-20 mm brede rozetbladeren hebben een bladsteel en een gave of fijn gezaagde bladrand. De hartvormige, 0,5-2 cm lange stengelbladeren zijn zittend en hebben gewoonlijk een fijn gezaagde bladrand.
De bergboerenkers bloeit vanaf april tot in juni met een 0,5-25 cm lange, trosvormig bloeiwijze. De witte of roze-paarse bloemen hebben spatelvormige, 4,2-13 mm en 1-4,9 mm brede kroonbladen. De groene, elliptische, 1,6-5,3 mm lange en 0,5-1,5 mm brede kelkbladeren hebben een witte rand. De meeldraden zijn 2-7,5 mm lang. De helmknoppen zijn 0,5-1 mm lang.
De omgekeerd hartvormige vrucht is een 2,5-16 mm lang en 1,5-9 mm breed, gewoonlijk gevleugeld hauwtje met 4-10 zaden. De stijl blijft aan de vrucht zitten en is 1,1-4,2 mm lang. De bruine, netvormige zaden zijn 1,1-2,1 mm groot.

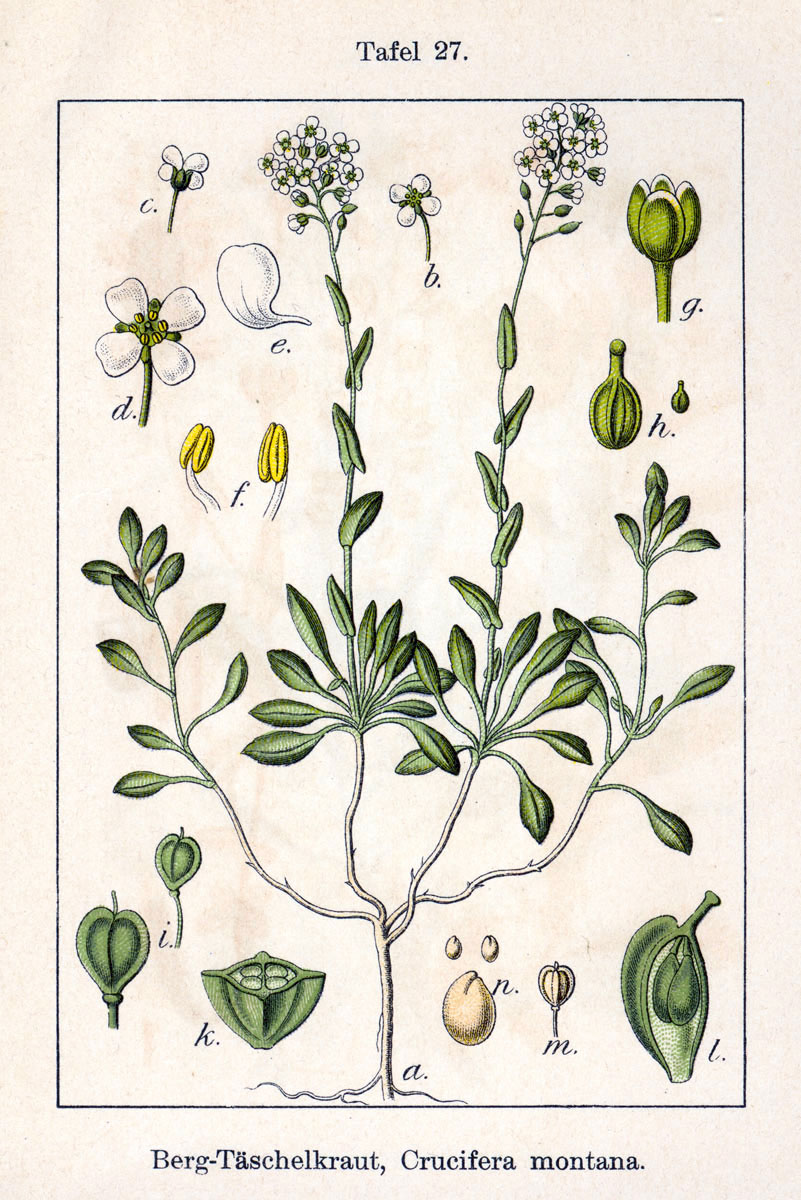
Illustratie
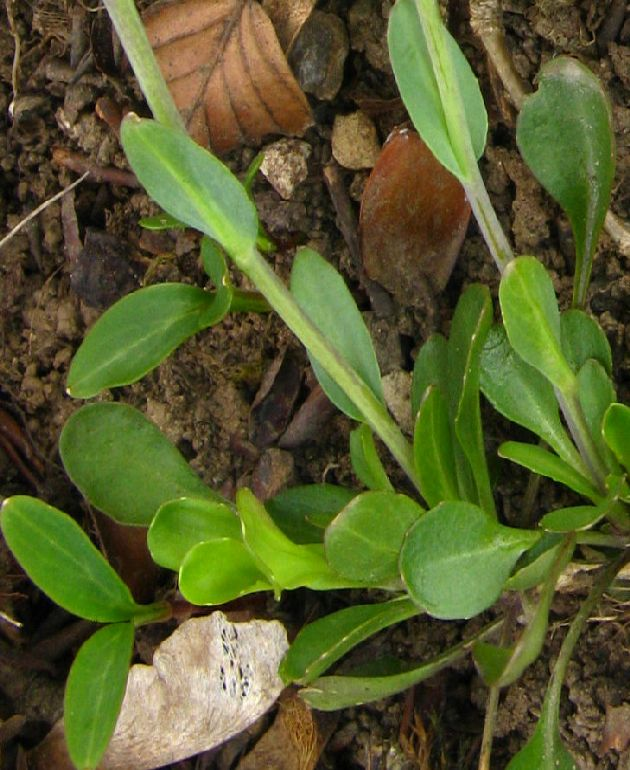
Bladeren
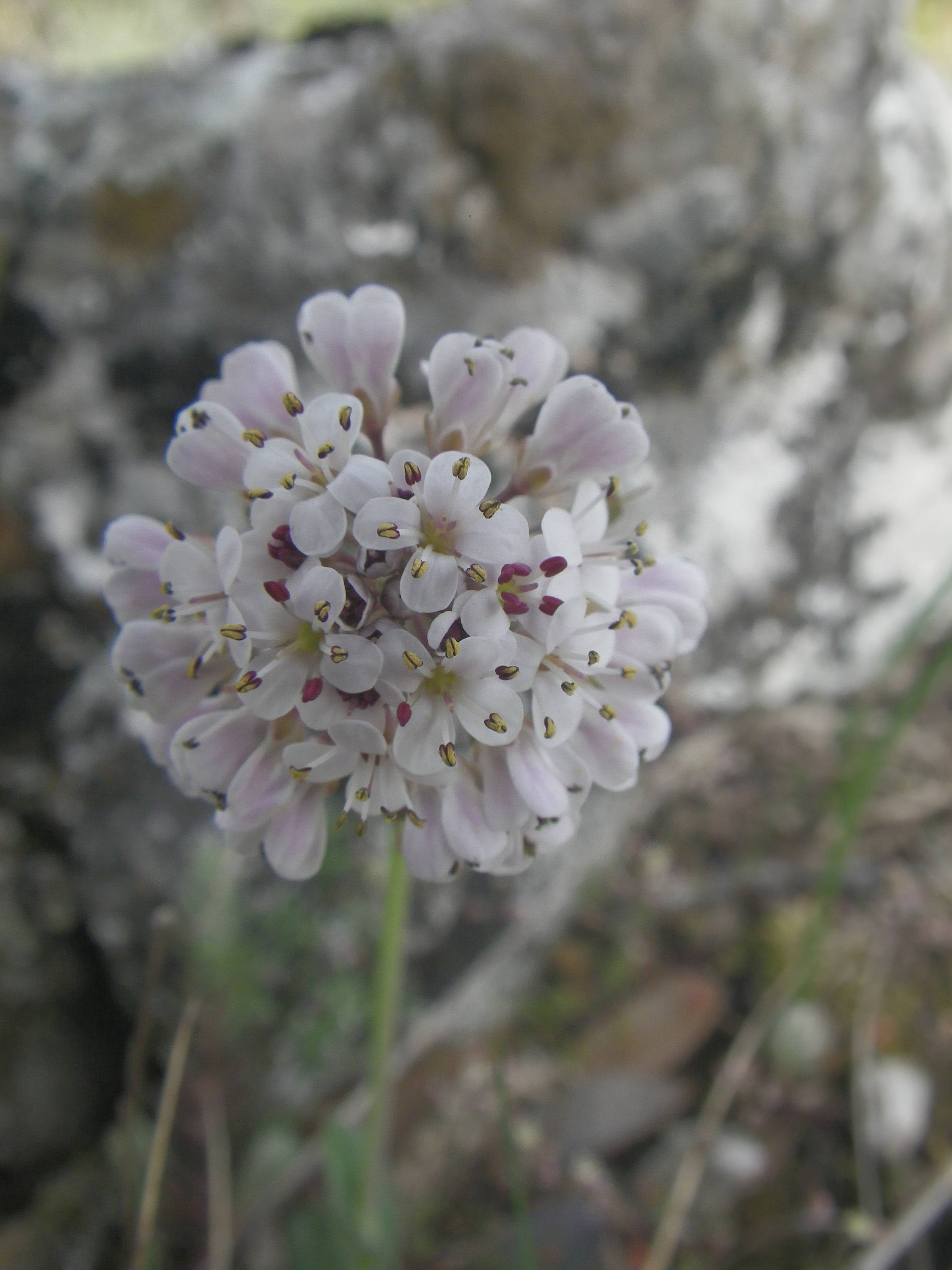
Helmknoppen
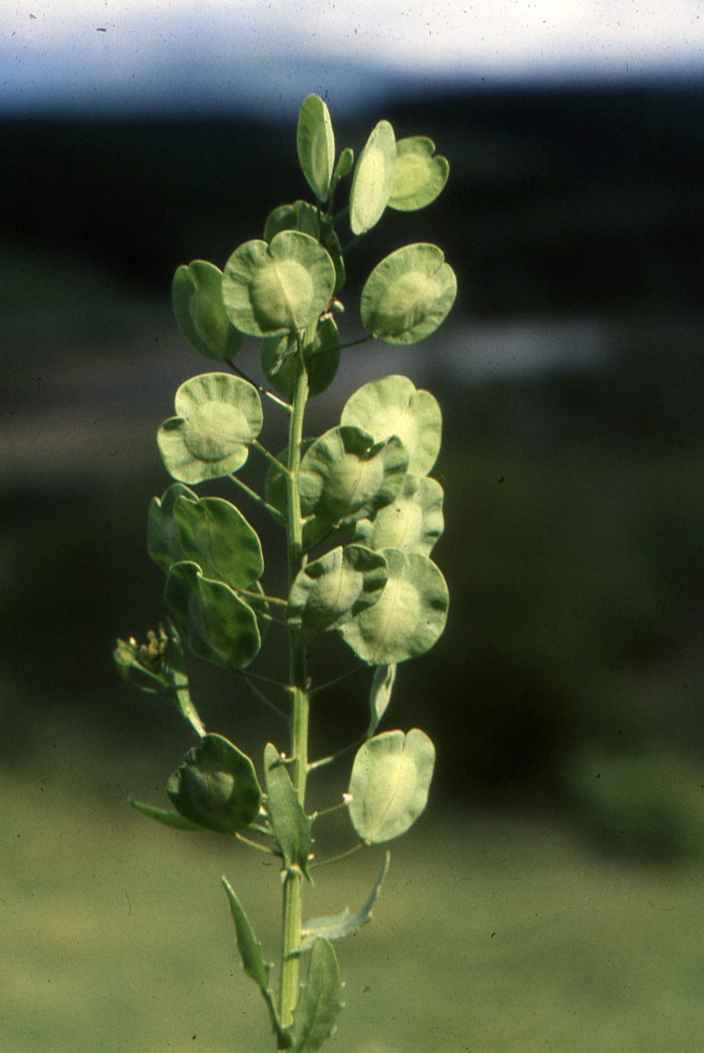
Sterk gevleugelde vruchten

De bergboerenkers komt voor in kalkgrasland op matig droge grond en op kalkrotsen.